# Plaatcondensator

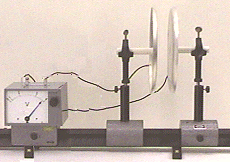
Plaatcondensator met spanningsbron

De plaatcondensator bestaat uit twee, meestal ronde, evenwijdige platen. De plaatcondensator staat model voor alle condensatoren. Voor experimentele doeleinden kan in veel gevallen de afstand tussen de platen worden gevarieerd. 
Wanneer er spanning over de platen staat, bevinden zich tegengestelde ladingen op de twee platen. Die twee ladingen trekken elkaar aan. Dit effect kan worden versterkt door de afstand tussen de platen te verkleinen of door een diëlektricum tussen de platen te plaatsen. Er is dan minder spanning nodig om dezelfde lading op te slaan. De capaciteit van de condensator neemt hierdoor toe.

## Analyse

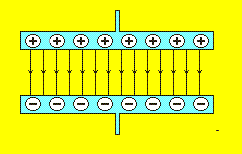
Principe van de plaatcondensator

Bij de behandeling van de plaatcondensator gaat men ervan uit dat de afstand tussen de platen klein is in vergelijking met de afmetingen van de platen, zodat randverschijnselen verwaarloosd kunnen worden.
De lading zorgt voor een homogeen elektrisch veld tussen de platen. In de benadering van een oneindig grote plaat geldt voor de veldsterkte:
{\displaystyle E={\frac {Q}{\varepsilon \cdot A}}.}
Daarin is {\displaystyle Q} de lading op elk van de platen, {\displaystyle A} de oppervlakte van de platen en {\displaystyle \epsilon } de diëlektrische constante. De veldsterkte is tussen de platen overal gelijk en niet afhankelijk van de afstand {\displaystyle d} tussen de platen. Het potentiaalverschil {\displaystyle U} is gelijk aan:
{\displaystyle U=E\cdot d={Q\cdot d \over \varepsilon \cdot A}}
Naarmate de platen dichter bij elkaar staan is er dus minder spanning nodig om dezelfde lading in de condensator op te slaan. De capaciteit {\displaystyle C} is:
{\displaystyle C={Q \over U}={\varepsilon \cdot A \over d}}
De capaciteit van een plaatcondensator is erg klein. Bij een oppervlakte A = 100 cm2, afstand d = 1 cm en ε = ε0 = 8,85 pF/m is de capaciteit 8,85 pF.